# Martinus van Scheltinga (1744-1820)
Martinus van Scheltinga (Kollum, 21 mei 1744 - Markelo, 18 april 1820) was een Nederlands bestuurder.

## Biografie
Van Scheltinga was een zoon van Cornelis van Scheltinga, Volmacht ten Landsdage namens Schoterland, en Cecilia Johanna van Eysinga, dochter van Frans Julius Johan Heringa van Eysinga, grietman van Rauwerderhem. Cornelis was de stamvader van de Kollumer tak van het geslacht Van Scheltinga. Martinus werd geboren op de Scheltinga State ten westen van Kollum. Zijn zuster Cecilia Johanna trouwde met Willem Livius van Bouricius, welke ter plaatse van de Schetinga State het buitenverblijf Nijenburgh stichtte. Martinus werd gedoopt in Augsbuurt waar zijn vader later de Clantstate zou kopen.
Van Scheltinga studeerde vanaf 1760 rechten in Groningen en vervolgens in Utrecht vanaf 1764. Reeds in 1766 komt hij voor als Volmacht ten Landdage namens Kollumerland. In 1771 werd hij gecommitteerde van de Admiraliteit van Friesland. In 1773 werd hij raadsheer aan het Hof van Friesland. Daarnaast was hij actief als lid van Gedeputeerde Staten en gecommitteerde van de Raad van State. Na twee jaar stond hij het raadsheerschap aan het Hof van Friesland af ten gunste van zijn broer Frans Julius Johan van Scheltinga. Zijn vader Cornelis dong in 1743 mee naar het grietmanschap van Kollumerland, maar Willem Hendrik van Heemstra verkreeg dit ambt. In 1775 werd hem deze functie alsnog aangeboden. Hij weigerde echter in verband met zijn slechte gezondheid. Hierop werd Martinus grietman. Hiermee werd Van Scheltinga de opvolger van Willem Hendrik van Heemstra, de schoonvader van zijn zus Wiskje.
In zijn hoedanigheid als grietman was Van Scheltinga betrokken bij verschillende bouwprojecten. Zo prijkt zijn wapen op het timpaan van de voormalig waag van Kollum uit 1779. Ook schonk hij mede een aantal gebrandschilderde vensters aan de kerk van Augsbuurt ten tijde van de herbouw van 1782. Zijn wapen is hier aangebracht boven de ingang van de kerk. Ook legde hij zich toe op de bouw van een buitenhuis aan de westkant van Kollum. Zijn vader had reeds in 1742 de Bootsma State verworven en kocht in 1762 de naastgelegen stins Sjoorda. Op deze terreinen was Van Scheltinga al begonnen met de aanleg van dit buiten toen hij in 1795 uit zijn ambt werd gezet ten tijde van de Bataafse Revolutie. Hierop vertrok hij naar Overijssel. Wel herinneren nog enkele opgeworpen heuvels en een vijver in het Witwaterbos in Kollum aan de plannen van Van Scheltinga. Van Scheltinga huurde vanaf 1807 de havezate Weldam van Jacob Unico Wilhelm van Wassenaer Obdam, grietman van Franekeradeel en achterkleinzoon van Sicco van Goslinga.
In 1813 keerde Van Scheltinga terug in Friesland. Kollumerland en Nieuwkruisland was onderwijl gecombineerd met Dantumadeel en werd bestuurd door baljuw Petrus Adrianus Bergsma. Later werd de grietenij in combinatie met Dantumadeel en Achtkarspelen bestuurd door drost Daniël de Blocq van Haersma. Naderhand werd de oude indeling hersteld en in 1816 werd het ambt van grietman opnieuw ingesteld, maar Van Scheltinga aanvaardde het grietmanschap niet voor een tweede maal. De eerstvolgende grietman werd Martinus' broer Frans Julius Johan van Scheltinga. Wel was Martinus nog actief als lid van de Provinciale Staten van Friesland tussen 1814 en 1820. Hij overleed in 1820 in Goor op Weldam, maar werd bijgezet in een grafkelder in de Maartenskerk te Kollum. Na het overlijden van Martinus gingen zijn weduwe en dochters wonen op het buitenverblijf Vaartzicht ten oosten van Oudwoude waar beide dochters ook trouwden.

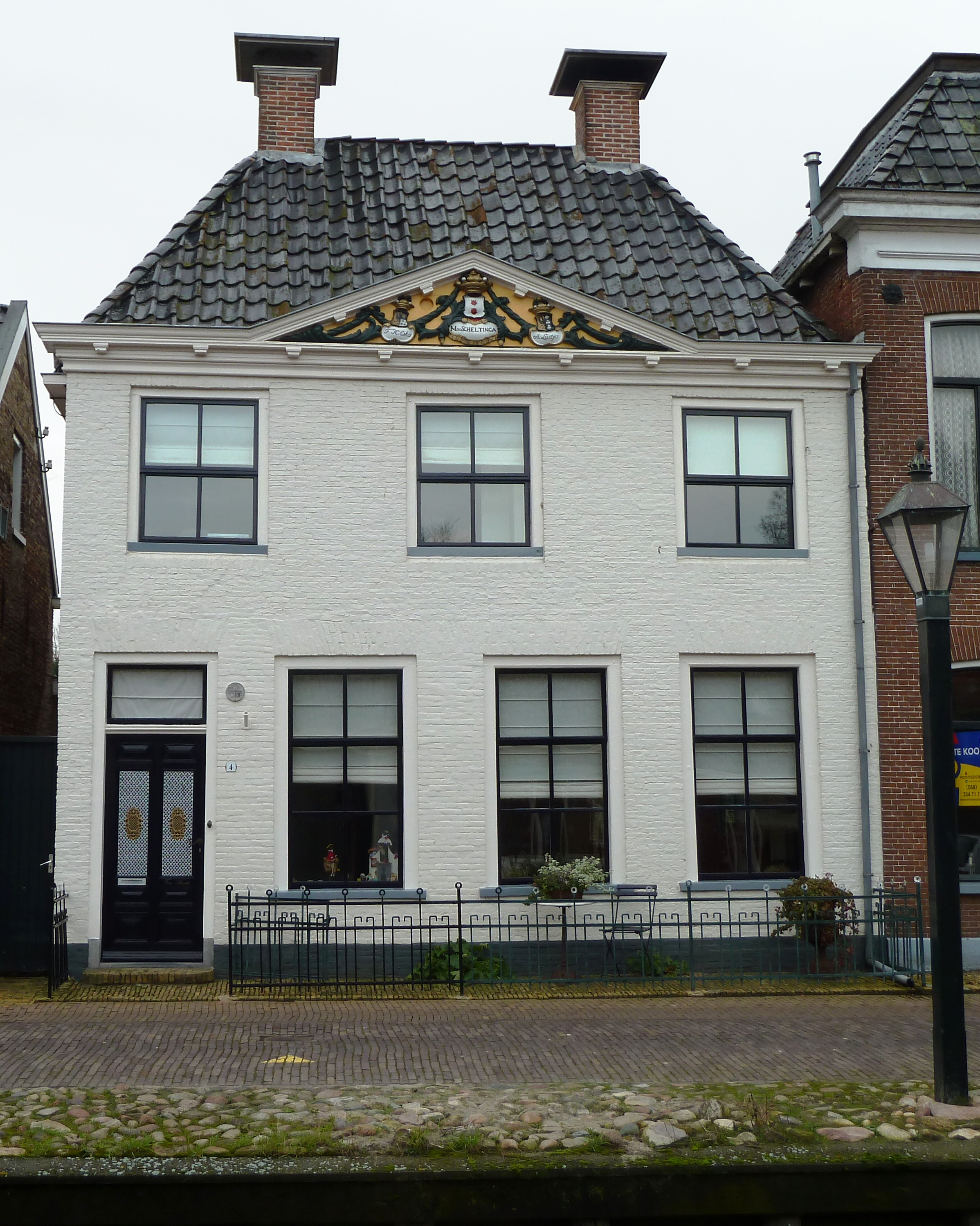
Het voormalige waaggebouw uit 1779 aan de Westerdiepswal te Kollum met het wapen van Van Scheltinga boven in de gevel.
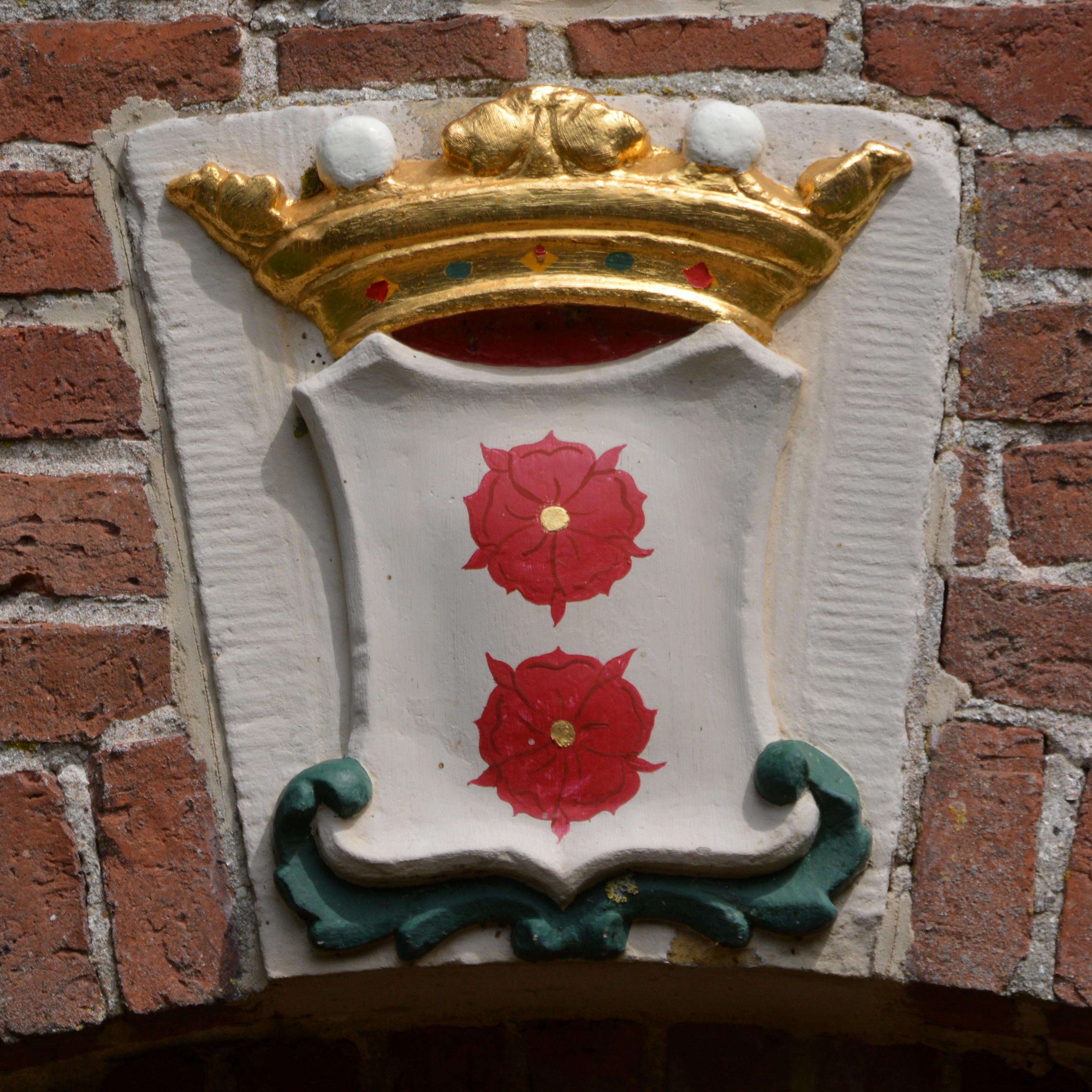
Het wapen van Van Scheltinga boven ingang van de kerk van Augsbuurt.
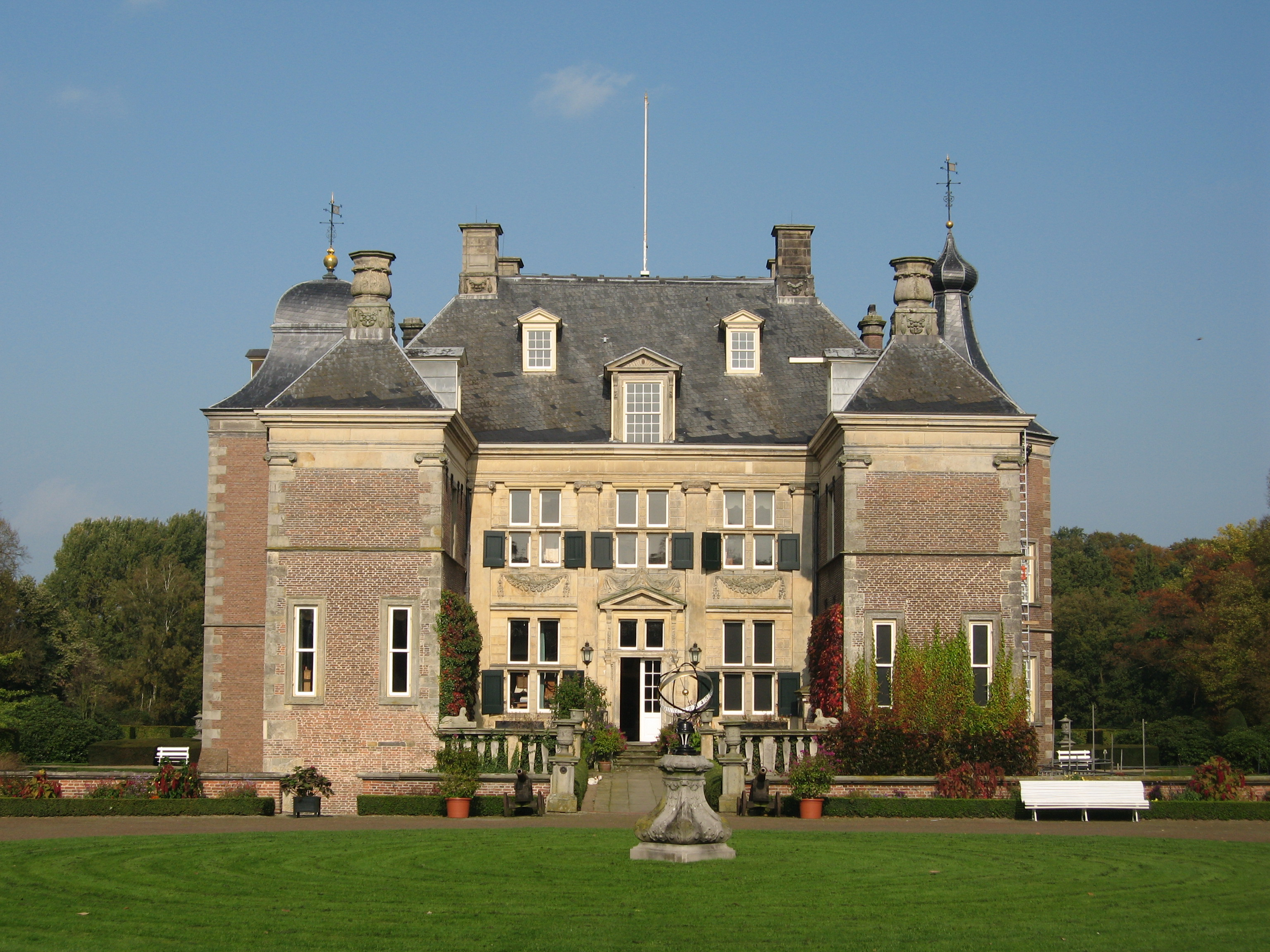
De havezate Weldam waar Van Scheltinga vanaf 1807 resideerde.

## Huwelijk en kinderen
Van Scheltinga trouwde in 1800 te Weerselo met Catharina Louisa Antoinetta Anna barones du Tour van Bellinchave (1760-1837), dochter van kolonel David Constantijn baron du Tour en Golda Catharina Elsebé Everdina van Bellinchave. Samen kregen zij twee dochters: 
1. Cecilia Johanna van Scheltinga (1801-1863), trouwde in 1826 te Oudwoude met Louis Gaspard Adrien van Limburg Stirum. Louis Gaspard Adrien was lid van het adellijke geslacht Van Limburg Stirum. Hij was officier, maar zou later zijn schoonvader opvolgen als grietman van Kollumerland en Nieuwkruisland. Hij was onder meer lid van Provinciale Staten, lid van de Tweede Kamer, lid van de Raad van State, voorzitter van de Eerste Kamer en commissaris van de Koning in Groningen en Gelderland.[12] Cecilia Johanna was een van de erfgenamen van haar tante die ook Cecilia Johanna van Scheltinga heette en in 1848 overleed. Van de bewaard gebleven memories van successie van de periode 1818-1856 had haar nalatenschap de hoogste waarde van Friesland.[13] Ook erfde zij van haar tante het buitenverblijf Nijenburgh. Hier woonde zij met haar man tot zij het in 1839 verruilde voor het huis Vaartzicht.[14] Hun kinderen trouwden met leden van onder meer de families: Van Pallandt, Van Heeckeren van Kell, Van Hangest d'Yvoy, Van Wickevoort Crommelin en Van Tuyll van Serooskerken.
2. Constantia Catharina Wilhelmina van Scheltinga (1804-1890), trouwde in 1825 te Oudwoude met Hans Willem van Aylva van Pallandt, zoon van Frederik Willem Floris Theodorus van Pallandt en Anna Jacoba Wilhelmina van Aylva. Hans Willem was heer van Waardenburg en Neerijnen en onder meer lid van Provinciale Staten, lid van de Tweede Kamer, lid van de Raad van State en lid van de Eerste Kamer.[15] Hij was de erfgenaam van Hans Willem van Aylva, de laatste telg uit dit geslacht. Ook Constantia Catharina Wilhelmina erfde in 1848 van haar tante Cecilia Johanna van Scheltinga.[13] Samen kregen zij tien kinderen die ook trouwden met leden van vooraanstaande families, waaronder de geslachten: Van Goltstein, Loudon, Schimmelpenninck van der Oye en Boreel. Hun zoon Willem Constantijn van Pallandt van Waardenburg was bevriend met de Prins van Oranje.

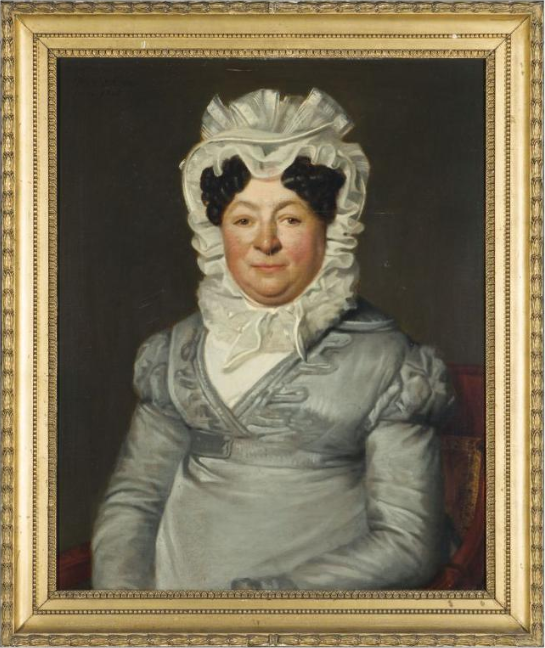
Portret van Catharina Louisa Antoinetta Anna barones du Tour van Bellinchave, geschilderd door Willem Bartel van der Kooi.
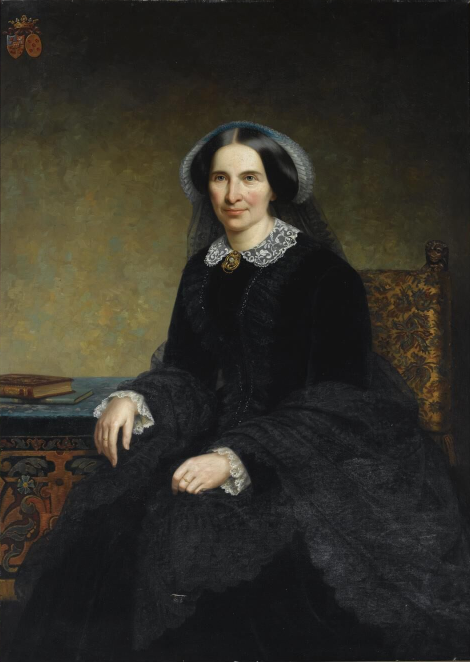
Portret van dochter Cecilia Johanna van Scheltinga, geschilderd door Barend Leonardus Hendriks.
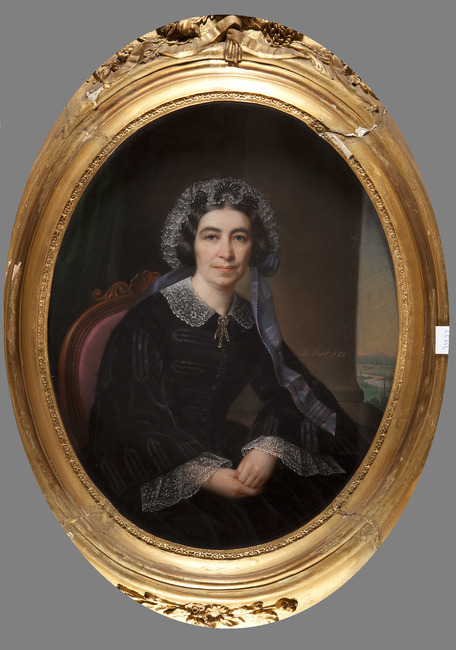
Portret van dochter Constantia Catharina Wilhelmina van Scheltinga, geschilderd door Heinrich Siebert.